# Antonio Fradeletto
Antonio Fradeletto (Venezia, 4 marzo 1858 – Roma, 5 marzo 1930) è stato un politico italiano.

## Biografia
Nato da Regina Fradeletto e da padre ignoto, passò l'infanzia presso la nonna materna. A undici anni entrò nel collegio "Marco Foscarini" grazie a un sussidio per merito che gli garantì di studiare sino alla laurea in lettere e filosofia, conseguita brillantemente all'università degli Studi di Padova (1880). Nel periodo trascorso all'ateneo pubblicò diversi articoli di cultura nel quotidiano Il giornale di Padova.
Dopo pochi giorni dalla laurea ottenne la cattedra di lettere italiane presso la Scuola superiore di economia e commercio di Venezia. Durante gli anni ottanta continuò a occuparsi di cultura, collaborando con il quotidiano moderato La Venezia. Il 1885 segnò la sua entrata in politica, con la candidatura alle elezioni amministrative; ma il Fradeletto non fu eletto. Ci riprovò nel 1889 e riuscì a entrare nel Consiglio comunale della città lagunare negli anni della giunta guidata da Lorenzo Tiepolo.
Poco dopo Fradeletto entrò in contatto con Riccardo Selvatico, eletto sindaco nel 1890 a capo di una giunta molto varia, costituita da liberali di sinistra, conservatori e radicali. Pur non essendo investito di nessun preciso incarico amministrativo, il Fradeletto divenne uno degli animatori della vita culturale veneziana. Con Giovanni Bordiga, assessore alla pubblica istruzione, nel 1887 riuscì a organizzare la prima Esposizione nazionale di pittura e scultura (la futura Biennale), approvata ufficialmente dalla giunta nel 1893 e inaugurata nel 1895 alla presenza di Umberto I e Margherita di Savoia. Manterrà la carica fino al 1919. Egli combatté in quel periodo una serie di battaglie in difesa dei lavoratori veneziani e, in collaborazione con il direttore del quotidiano democratico veneziano "L'Adriatico", promosse la loro organizzazione in cooperative interclassiste. Lo scopo di questa iniziativa era quello di creare un "liberalismo di massa" moderno e capace di mobilitare la popolazione in favore delle istanze delle forze costituzionali togliendo consensi sia alle organizzazioni socialiste che a quelle cattoliche. 
Nel 1900 fu eletto deputato con i radicali. Anticlericale, era massone secondo Antonio Gramsci (Quaderno 23, par. 48), ma il suo nome non risulta nelle liste del Grande Oriente d'Italia. Entrato in contrasto con la direzione del Partito Radicale, fu membro del gruppo parlamentare dei Radicali Indipendenti. Nel 1911-1912 fu iscritto anche alla sezione veneziana dell'Associazione Nazionalista Italiana distanziandosene poi dopo la scissione della corrente democratica e la svolta antiliberale del gruppo guidato da Enrico Corradini. Da "liberale riformista" transitò poi nelle file dell'Unione Liberale iscrivendosi al gruppo parlamentare dei Moderati.
Fu ministro per le terre liberate dal nemico nel governo Orlando.
Fu sempre avverso a Giolitti: questi nel 1909 gli offrì il ministero della Pubblica istruzione, ma il Fradeletto lo rifiutò.
Fu fatto senatore nel 1920 aderendo al Partito Liberale Democratico Italiano egemonizzato dai salandrini rappresentandone uno degli elementi di tradizione radical-democratica. Dopo l'esperienza dell'Unione Democratica (l'alleanza tra liberali democratici e demosociali) entrò nel Partito Liberale Italiano mantenendosi su posizioni indipendenti con l'avvento ed il rafforzamento del regime fascista.